# Lymantria malgassica
Lymantria malgassica este o specie de molii din genul Lymantria, familia Lymantriidae, descrisă de Sir George Hamilton Kenrick 1914 Conform Catalogue of Life specia Lymantria malgassica nu are subspecii cunoscute.